# Midland, Washington
Midland är en så kallad census-designated place i Pierce County i delstaten Washington. Vid 2010 års folkräkning hade Midland 8 962 invånare.